# 1090-ih
2. tisućljeće
◄ | 10. stoljeće | 11. stoljeće | 12. stoljeće | ►
◄ | 1060-ih | 1070-ih | 1080-ih | 1090-ih | 1100-ih | 1110-ih | 1120-ih | ►
1090. | 1091. | 1092. | 1093. | 1094. | 1095. | 1096. | 1097. | 1098. | 1099.

## Događaji i trendovi
- Prvi križarski rat, 1095. – 1101.

## Vanjske poveznice
|  | Zajednički poslužitelj ima još gradiva o temi 1090-ih |